# Våbenkapløbet
Våbenkapløbet var en konkurrence om overherredømmet over atomvåben mellem USA og Sovjetunionen under Den Kolde Krig. I perioden frygtede USA et sovjet-kommunistisk verdensherredømme på længere sigt, mens Sovjetunionen frygtede et amerikansk herredømme øjeblikkeligt. Under konflikten levede folk i fare for en global atomkrig på grund af våbenkapløbet mellem de to supermagter.  

## Baggrunden
Teknologien bag atomvåben blev udviklet i 1930’erne og 1940’erne. I juli 1945 udførte USA den første atomprøvesprængning, kaldt trinitytesten. Og i august 1945 kastede USA de første atombomber over Hiroshima og Nagasaki, som var produceret under Manhattanprojektet. Ifølge USA’s krigsminister Stimson var grundlaget for bombningen at fremskynde en sejr og spare amerikanske soldaters liv. Den 29. august 1949 testede Sovjetunionen deres første atombombe i Kasakhstan. Denne testning rystede den vestlige verden og civilisationen. USA havde oprindeligt ikke forventet, at Sovjetunionen ville være med i atomvåbenkapløbet før i 1950’erne. Testningen medførte derfor, at USA blev chokeret og begyndte at udvikle deres atomprogram med opfindelsen af brintbomben.
Efter de to supermagter USA og Sovjetunionen i 1962 under Cubakrisen kom tæt på en åben konflikt med atomvåben, blev man i 1963 enige om en aftale, der forbød prøvesprængninger i atmosfæren, som bl.a. også skulle forhindre andre kommende atommagter. Dog fortsatte man med underjordiske prøvesprængninger. Det førte senere til to andre aftaler, der i 1967 forbød prøvesprængninger i rummet, og i 1968 forbød dem at sprede atomvåben, hvor de også lovede ikke at hjælpe andre nationer med at udvikle atomvåben. I løbet af 1960’erne lykkedes det dog alligevel for Sovjetunionen at opnå en nogenlunde ligevægt med USA, i form af våben. Dette gjorde, at der i 1972 kunne indgås en aftale, der omhandlede loftet på stormagternes strategiske missiler, SALT-aftalerne.
Da Sovjetunionen i 1985 fik en ny politisk ledelse, erkendte den nye leder Mikhail Gorbatjov, at de ikke længere kunne følge med USA i våbenkapløbet. Senere i 1991, da Sovjetunionen blev opløst, stod USA ene tilbage som verdensmagt.

## Våbenkapløbet

### Sprænghoved
De sprænghoveder, som er monteret på missilerne indeholder atombomber. Derfor er følgende missiler en del af atomvåbenkapløbet. 

### Ubådsmissiler
Ubådsmissilerne var tænkt til at bruges mod fjendens storbyer i 1950’erne og 1960’erne. Herefter blev ubåds missilerne brugt som de såkaldte “meget præcise våben”, der var placeret på ubådene, som kunne sejle helt op på siden af fjendens territorium. Dette var med til at gøre et overraskelsesangreb meget mere vellykket.

### Krydsermissiler
Krydsermissilerne blev udviklet i slutningen af 1970’erne. Krydsermissilet kunne ved hjælp af avanceret computerteknologi finde frem til målet ved at aflæse og sammenholde landskabet med det kort, der i forvejen var indkodet. Navnet kommer af, at Missilet  kunne krydse igennem landskabet og flyve ganske lavt. I modsætning til tidligere missiler, der havde en margin på 2 km, kunne krydsermissilet ramme målet med en fejlmargin på 30 m. 

### Mellemdistanceraketter
Mellemdistanceraketter  var raketter, som havde en rækkevidde på ca. 1000-6000 km. Missilet blev i 1979 opgraderet til en nyere udgave, hvor varslingstiden for et angreb med en mellemdistanceraket var mellem 4 til 6 minutter.

### ICBM
ICBM er en forkortelse for Intercontinental Ballistic Missiles, som er missiler, der kan affyres fra ét kontinent og ramme et mål på et andet kontinent. Missilet kan udstyres med et eller flere atomsprænghoveder.

## Militære strategier

### MAD
Fra omkring midten af 1960'erne blev forholdet mellem verdens daværende to supermagter, USA og Sovjetunionen betegnet som MAD (Mutual Assured Destruction). Dvs. 'gensidig sikret ødelæggelse’. I amerikansk slang blev denne terrorbalance omtalt: “Whoever shoots first, dies second.” Doktrinen indebærer, at hvis en af de to parter i en konflikt anvender sine atomvåben, vil det resultere i ødelæggelse af begge parter. Udtrykket MAD blev formuleret af Robert McNamara som en reaktion på Cubakrisen i 1962.

### Ændring i militære strategier
Grundet den daværende teknologiske udvikling blev de militære strategier ændret markant. Den teknologiske udvikling medførte bl.a., at missilernes træfsikkerhed blev større, hvilket ændrede amerikanernes tænkning omkring atomvåben. I starten fokuserede man på at ødelægge storbyerne, hvor man efter den teknologiske udvikling havde mulighed for at komme tæt på fjenden. Med andre ord gik man altså fra “Countercity” til “Counterforce”.

### Countercity
I 1950’erne og 1960’erne gjorde Amerika brug af den militære strategi “Countercity”. Denne strategi gik ud på at ramme og tilintetgøre fjendens storbyer ved hjælp af de meget præcise missiler, der kunne ramme et mål inden for en margin på 2 km. Mere præcise var krydsermissilerne, der havde en præcision på 30 meter.

### Den fleksible respons
I 1974 fremlagde USA en strategi, der stod for en udkæmpelse af en atomkrig. USA’s strategi var altså at undgå den totale gengældelse (MAD), og dermed forhindre Sovjetunionens mulighed for at svare igen, ved at tilintetgøre deres våben.

### Counterforce
I løbet af 1970’erne resulterede den teknologiske våbenudvikling i, at Amerika nu kunne føre en ny strategi kaldet “Counterforce”. Grundet den teknologiske våbenudvikling kunne man nu gøre brug af ubådsmisilerne. Med disse var det muligt at komme meget tættere på fjenden end før. Man kunne altså skyde og tilintetgøre fjendens atomvåben og ramme målet indenfor få minutter.

## SALT-aftalerne
SALT står for Strategic Arms Limitation Treaty.
SALT-aftalerne var nedrustningsaftaler, som lagde et loft over, hvor mange missiler hver stormagt måtte have. Men denne SALT-aftale nævnte intet om hvor mange sprænghoveder der måtte være på hver missil - ej heller om deres kvalitet og deres træfsikkerhed.
Der fandtes missiler som ikke var omfattet af SALT-aftalerne. Dette gjaldt blandt andet krydsermissilerne som kunne flyve meget lavt og krydse gennem landskabet. Missilerne var jetdrevne og udformet som førerløse fly. Formålet med disse fly var at de kunne indeholde kernevåben.

### SALT 1
SALT-aftalen, senere kendt som SALT 1, indeholdt ikke noget om forsvarssystemerne mod missilerne. Supermagterne aftalte derfor i 1972, at hver stormagt kun måtte oprette to anti-ballistiske missilsystemer (ABM).
Et anti-ballistisk missil system går ud på, at ødelægge fjendens afsendte missiler. Det vil altså sige, at når fjenden sender deres missil mod modstanderen, så kan det anti-ballistiske missilsystem gennem en rador spore missilen, hvorefter deres egen missiler kan skyde missilen ned inden den ville ramme dets ønskede mål.
D. 1. november 1978 blev der underskrevet endnu en aftale, som beskrev hvilke og hvor mange våben USSR og USA måtte have. 

### SALT 2
I 1979 lavede de en ny rustnings-begrænsnings-aftale, som blev kaldt SALT 2. Denne blev dog aldrig godkendt af den amerikanske kongres. Derfor trådte den aldrig fuldt i kraft, men begge atommagter overholdt den alligevel i nogle år. 

## Danmark
Danmark var et tøvende medlemsland af  NATO-alliancen, da de ikke havde et stort nok forsvarsbudget ifølge amerikanerne. Grundet den svage økonomi i denne periode var Danmarks holdning til kernevåben klar, de afviste stationering af atomvåben på dansk jord. Dog i slutningen af 1950’erne fik Danmark opstillet kortrækkende raketter, som kunne udstyres med små kernevåben. Disse kernevåben var opmagasineret i Nordtyskland, så man på den måde undgik kernevåben på dansk jord. Den danske regering ville ikke være skydeskive for sovjetunionen, hvilket de vil være hvis det blev offentlig viden at der var atomvåben i Danmark. I Danmark blev der oprettet protestmarcher imod kernevåben, men højrefløjen mener at disse protester blev styret fra Moskva. USA havde atomvåben på Grønland, på den såkaldte Thulebase, hvorfra de amerikanske fly kunne nå sovjetunionen, men det blev, aldrig sagt offentligt.
I 1968 styrtede et atombevæbnet amerikansk fly ned på grønland, hvilket gjorde at det ikke længere kunne benægte tilstedeværelsen af atomvåben på i Danmark, Grønland.

### Fodnotepolitikken
Fodnotepolitikken er et begreb, der bruges om dele af den danske sikkerhedspolitik i perioden fra 1982 til 1988. Regeringen blev af Folketingets flertal pålagt at tage afstand fra væsentlige NATO beslutinger, herunder Dobbeltbeslutningen, hvor det blev bestemt at Danmark skulle “stille fremtidige danske bevillinger til mellemdistanceraketter i bero" i december 1982. Politikken blev døbt "fodnotepolitikken" fordi regeringen, meget mod sin vilje, måtte repræsentere folketingsflertallets synspunkter på NATO-møderne, og Danmarks politik blev flettet ind i de generelle bestemmelser som fodnoter, der undtog Danmark fra beslutninger.